# 会津郡
- 令制国一覧 > 東山道 > 岩代国 > 会津郡
- 日本 > 東北地方 > 福島県 > 会津郡

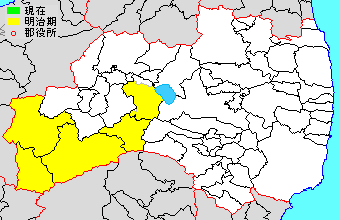
福島県会津郡の範囲

会津郡（あいづぐん）は、福島県（陸奥国・岩代国）にあった郡。

## 郡域
現在の南会津郡および会津若松市の大部分（河東町各町・大戸町小谷各町・大戸町大字小谷を除く）にあたるが、行政区画として画定されたものではない。

## 歴史
8世紀に陸奥国が3分割されると石背国に属したが、わずか数年で陸奥国に再統合され、明治初年まで陸奥国に属した。平安時代に耶麻郡、大沼郡、河沼郡が分かれたが、後々までこれらの郡と合わせて「会津四郡」と呼ばれた。
和名類聚抄によれば伴々（または伴部）、多具、長江、倉精、菱方、大島、屋代、大江、余戸の9郷があった。

### 近代以降の沿革
所属町村の変遷は北会津郡#郡発足までの沿革、南会津郡#郡発足までの沿革をそれぞれ参照
- 「旧高旧領取調帳」の記載によると、幕末時点では陸奥国に所属し、会津藩領であった。（1町306村）
- 明治元年
  - 9月22日（1868年11月6日） - 会津戦争で会津藩が新政府軍に降伏し、領地を没収される。
  - 10月1日（1868年11月14日） - 旧会津藩領に若松民政局を設置。
  - 12月7日（1869年1月19日）
    - 陸奥国が分割され、本郡は岩代国の所属となる。
    - 旧会津藩領の郷村高帳の引き継ぎ以外の事務が上野館林藩の管轄となる。

  - 12月23日（1869年2月4日） - 旧会津藩領の事務が館林藩と羽前新庄藩の共同管理となる。
- 明治2年5月4日（1869年6月13日） - 若松民政局を廃し、若松県を設置。館林藩・新庄藩の管轄も終了。
- 明治9年（1876年）8月21日 - 第2次府県統合により福島県の管轄となる。
- 明治12年（1879年）1月27日 - 郡区町村編制法の福島県での施行により、会津郡のうち若松城下および67村に北会津郡、田島村ほか99村に南会津郡がそれぞれ行政区画として発足。同日会津郡消滅。